# Gilbert Dubuc
Gilbert Dubuc (* 21. Januar 1925 in Petigny, (Provinz Namur); † 17. Juni 2023 in Bennigsen bei Hannover) war ein belgischer Bariton. Während seiner Karriere trat er in zahlreichen Opernproduktionen auf und war besonders für seine Interpretationen von Werken des romantischen Repertoires bekannt. Während seiner Karriere wirkte Dubuc an mehreren Plattenaufnahmen von Opernarien und Liederzyklen mit, darunter Werke von Schubert, Brahms und Debussy.

## Biographie
Gilbert Dubuc begann seine musikalische Ausbildung im Alter von zehn Jahren. Als Schüler von Armand Crabbé am Königlichen Konservatorium in Brüssel in den frühen 1940er Jahren debütierte er am Theater von Verviers in der Rolle des Germont (La Traviata). Seine berufliche Laufbahn begann in verschiedenen belgischen Opernhäusern, darunter La Monnaie (13 Spielzeiten von 1946 bis 1959), die Oper von Gent (13 Spielzeiten zwischen 1952 und 1980) und die Vlaamse Opera Antwerpen (7 Spielzeiten von 1954 bis 1962).
Den größten Teil seiner Karriere entwickelte er jedoch in Deutschland, wo er ab 1962 Mitglied der Oper in Hannover war und dort zu einem der beliebtesten Künstler wurde.
Er trat international als Bariton auf, beispielsweise 1964 an der Wiener Staatsoper in der Rolle des Escamillo in Carmen oder 1960 an der Pariser Oper in der Rolle des Rigoletto.
Mit einer Karriere, die international mehr Anerkennung fand als in seinem Heimatland, wurde er zum ersten Bariton der Opernhäuser in Paris, Wien und Hannover. Damit zählte er zu den bekanntesten Baritonen seiner Generation.
Seine jüngste Tochter, Leonie Dubuc, ist Sängerin, Film- und Theaterschauspielerin sowie Synchronsprecherin und setzt ihre Karriere in Deutschland fort.